# Sigbjørn Obstfelder
Sigbjørn Obstfelder, född 21 november 1866 i Stavanger, död 29 juli 1900 i Köpenhamn, var en norsk författare.
Obstfelder studerade filologi och byggnadsteknik i Kristiania (Oslo) och var efteråt en tid byggnadsingenjör i USA. Jämförelsevis sent i livet, med undantag av en parodi på runforskning och sagospråk under studietiden - Heimskringlan edidit Sigbjørnus, började han skriva texter.

## Författarskap

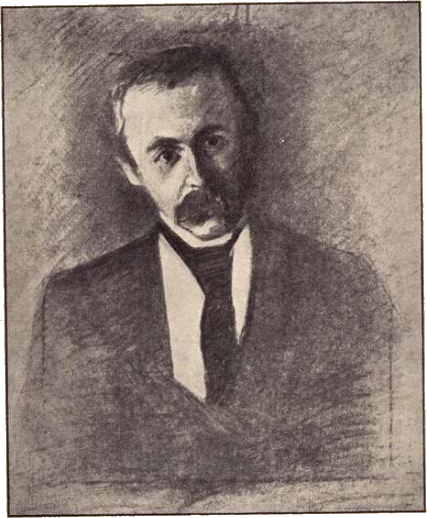
Sigbjørn Obstfelder tecknad av Oda Krohg.

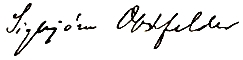
Faximil från Carl Nærup: Illustreret norsk litteraturhistorie: sidste tidsrum: 1890–1904, s. 178. Kristiania: Det norske aktieforlag, 1905

Obstfelder debuterade som diktare 1889 med verket Heimskringla, en satirisk skildring av Studentehemmets historia, nedtecknad som en saga med kommentarer.
När han kom hem till Norge efter sin vistelse i USA, gav han ut samlingen Digte 1893. Den väckte uppmärksamhet och gav honom en plats som en av de främsta nyromantiska poeterna i Norge. En del av dikterna i samlingen, bland andra «Jeg ser», präglas av ensamhet, grubbel, ångest och främlingskap, medan andra präglas av mystik och erotisk/religiös längtan. Många av dikterna är melodiska, på grund av Obstfelders lidelsefulla relation till musiken.
Med Digte förde Obstfelder in norsk lyrik på nya vägar – inte minst när det gällde formalismen. Verserna stod inte ordnade i jämna strofer med rak vänstermarginal. Några strofer är långa, andra kan vara på en enda rad. Verserna har ganska så varierande längd; en del rader är så korta som ett eller två ord. Han använder indrag av olika bredd, och ganska så varierande typsnitt. Slutrim används ganska lite. Istället skapar han en stor klang-värld av allitterationer, assonanser och onomatopoetikon. Rytmen kan ibland vara fast i delar av en dikt, men i övrigt är rytmen fritt växlande, allt efter tema och innehåll. 
Även om många dikter kan präglas av ensamhet och liten tro på mänsklig gemenskap i det moderna, rastlösa samhället, är Obstfelder ingen bakåtskådande dyrkare av det förgångna. Genom sin utbildning var han väl bekant med ny teknik, och han var inte motståndare till materiella framsteg.
Obstfelder publicerade flera enstaka dikter i tidskrifter och tidningar, men det blev inte någon stor samlad produktion. Däremot inspirerade han flera författare med sina symbolistiska bildval och sin melodiska stil.
Obstfelder skrev också inom andra genrer. Kärleksberättelser i To novelletter från 1895, romanen Korset från 1896, skådespelen De røde draaber från 1897, Esther från 1899 och Om vaaren från 1902, samt ett antal prosadikter.
Han skrev dessutom ett djupt personligt verk, En prests dagbog, som gavs ut kort efter hans död. Den ofullbordade boken reknas som hans huvudverk vid sidan av Digte. Den präglas av djupgående sanningssökande och trängtan efter erkännande.

## Verk (urval)
- Digte (1893) (Här är så underligt: dikter, i urval och översättning av Reidar Ekner, 1975)
- To novelletter (1895)
- Korset (roman, 1896) (Korset: en kärlekshistoria, översättning Tore Borglund 1948; ny översättning Christer Eriksson, 1984, ill. av Edvard Munch)
- De røde dråber (skådespel, 1897)
- En præsts dagbog (roman, 1900)
- Efterladte arbeider (1903)
- Samlede skrifter I-III (1950)